# Тампонажний силікатно-шлаковий розчин
Розчин силікатно-шлаковий (тампонажний) (рос. раствор силикатно-шлаковый [тампонажный]; англ. silicate slag [plugging-back] mud, нім. Silikatschlackenabdichtungsspülung f) – тампонажний розчин високої корозійної стійкості, призначений для цементування свердловин за умов відносно невисоких температур, який одержують на основі кислих шлаків феросплавного виробництва шляхом їх замішування розчином силікату натрію.